# Карагоз (аеродром)
Карагоз — аеродром розташований поблизу села Первомайське Кіровського району, на сході Автономної Республіки Крим.
Аеродром раніше належав Міністерству оборони СРСР, на ньому базувалися різні частини авіації Чорноморського флоту, потім авіація ДТСААФ. 1984 року на аеродромі проводився огляд-конкурс саморобних літальних апаратів, організований ЦК ВЛКСМ, Міністерством авіаційної промисловості та ЦК ДТСААФ.

## Історія
Аеродром був побудований перед Другою світовою війною за околицею села Карагоз (нині Первомайське).
З 1940 року на аеродромі Карагоз базувалися 1-а та 2-а авіаційні ескадрильї 2-го мінно-торпедного авіаційного полку ВПС ЧФ. На озброєнні полку стояли літаки ДБ-3Ф. До початку бойових дій цей аеродром став базовим для полку. Вже до осені 1941 полк зазнав важких втрат і був виведений у тил на відпочинок та доукомплектування, і після цього він на свій аеродром не повертався.
Під час окупації Криму на аеродромі базувались бомбардувальники Люфтваффе.
1951 року аеродром Карагоз було визначено як місце базування льотно-випробувальної авіації ВМФ. Пізніше ця частина була перетворена на льотно-випробувальний центр протичовнової зброї. У середині 50-х років він перебазувався на щойно збудований аеродром Кіровське по сусідству.
З 1962 року аеродром використовувався для десантної підготовки особового складу 10-ї окремої бригади спецназ Головного розвідувального управління (10-а ОБРСПН ГРУ ГШ ЗС СРСР), в/ч 65564, яка дислокувалася недалеко від аеродрому. Після розпаду СРСР бригада увійшла до складу Збройних сил України і 2000 року була переформована в 3-й окремий полк спеціального призначення.
На початку 90-х років на Карагозі базувалася техніка ДТСААФу (Ан-12, Мі-6, та ін.).
У 2016 році аеродром віддано приватній структурі в оренду на 25 років, там проводяться змагання з повітроплавання на теплових аеростатах.